# Létánfalva
Létánfalva (szlovákul: Letanovce, németül: Lethensdorf) község Szlovákiában, a Kassai kerület Iglói járásában.

## Fekvése
Iglótól 9 km-re északnyugatra fekszik.

## Története
Területén már a történelem előtti időkben is éltek emberek. Megtalálták itt az újkőkor emberének nyomait éppúgy, mint a hallstatti és a puhói kultúrából származó maradványokat.
A falut 1250-ben „Lethon” néven említik először, a szepesi vár uradalmához tartozott. 1259-től a szepesi prépostság, 1279-től a szepesi káptalan birtoka. 1280-ban „Letun”, 1299-ben „Lapis Refugii” néven írják. 1307-ben Jakab szepesi prépost a karthauzi rendnek adományozta, akik 1299-től a közeli Menedékkőn kolostort építettek. 1307-ben „Lapis Leton”, 1319-ben „Locus Refugii seu Letenkew” alakban említik az írott források. 1433-ban a kolostort a husziták felégették. 1543-ban a kolostort a lőcseiek lerombolták és a falu újra a káptalané lett. 1670-ben Johann von Sporck serege táborozott itt. 1787-ben 84 házában 573 lakos élt.
A 18. század végén Vályi András így ír róla: „LETHÁNFALVA. Lettendorf. Letanonce. Tót falu Szepes Várm. földes Urai a’ Szepesi Püspökség, és Káptalanbéli Uraság, lakosai katolikusok, nevezetesíti IVdik Béla alatt e’ Vármegye lakosainak, ide lett szaladások, a’ Tatárok elől: Ispotállya is vagyon, földgyének 1/3 része, réttyeinek pedig fele sovány, de más javai vannak.”
1828-ban 97 háza és 698 lakosa volt. Lakói főként mezőgazdasággal foglalkoztak.
Fényes Elek 1851-ben kiadott geográfiai szótárában így ír a faluról: „Lethánfalva, tót falu, Szepes vmegyében, Iglóhoz 1 mfdnyire: 698 kath. lak. Kastély. F. u. Horváth.”
A trianoni diktátumig Szepes vármegye Iglói járásához tartozott.

## Népessége
| Év:            | 1994. | 2004.    | 2014.    | 2024.   |
| -------------- | ----- | -------- | -------- | ------- |
| Emberek száma: | 1717  | 2066     | 2276     | 2326    |
| Eltérés:       |       | +20,32 % | +10,16 % | +2,19 % |

| Év:            | 2023. | 2024.   |
| -------------- | ----- | ------- |
| Emberek száma: | 2305  | 2326    |
| Eltérés:       |       | +0,91 % |

1910-ben 727, túlnyomórészt szlovák lakosa volt.
2001-ben 1933 lakosából 1480 szlovák és 397 cigány volt.
2011-ben 2151 lakosából 1851 szlovák és 212 cigány.

## Nevezetességei

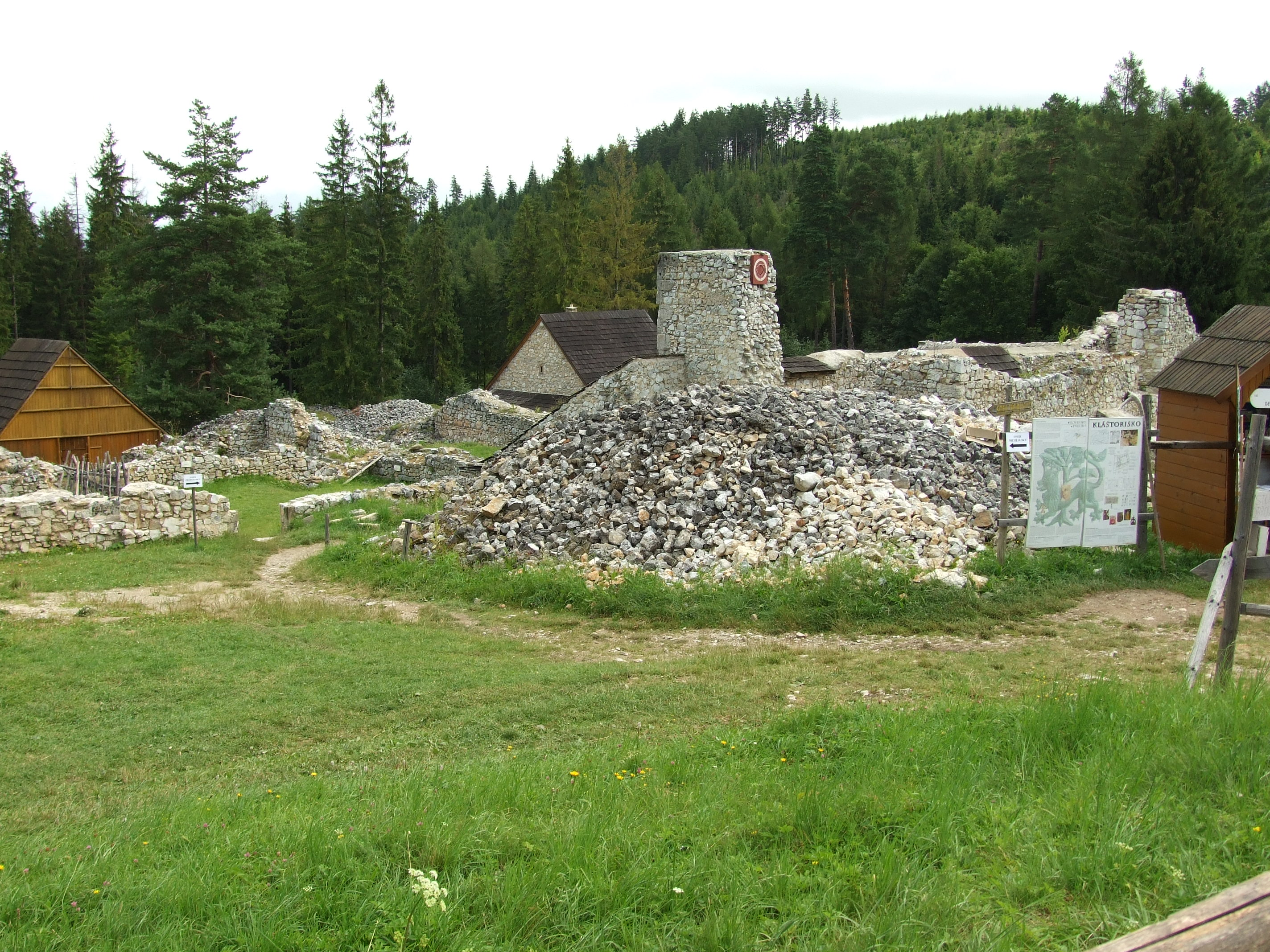
Menedékkő a régészeti feltárás és a részleges rekonstrukció után
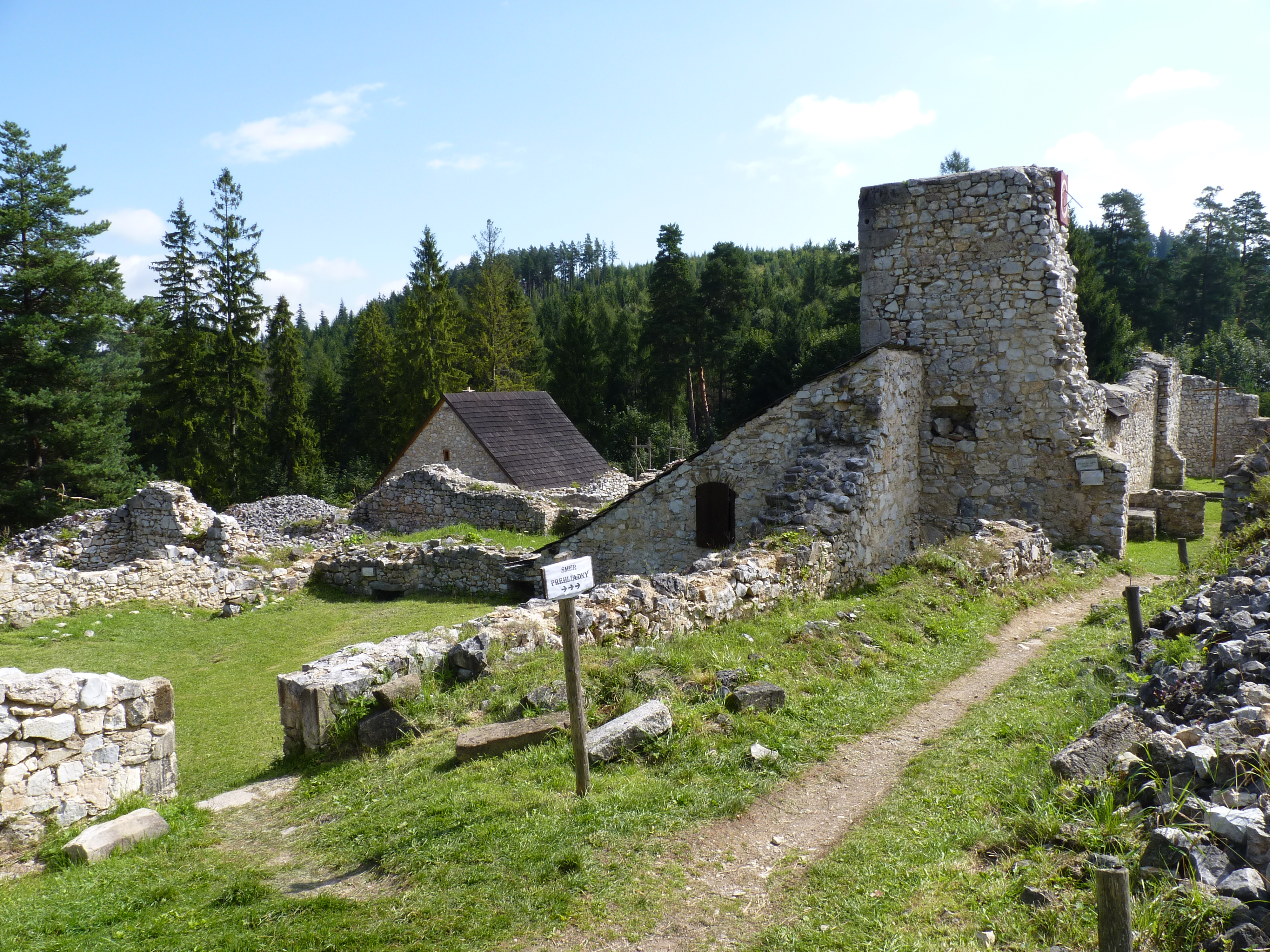
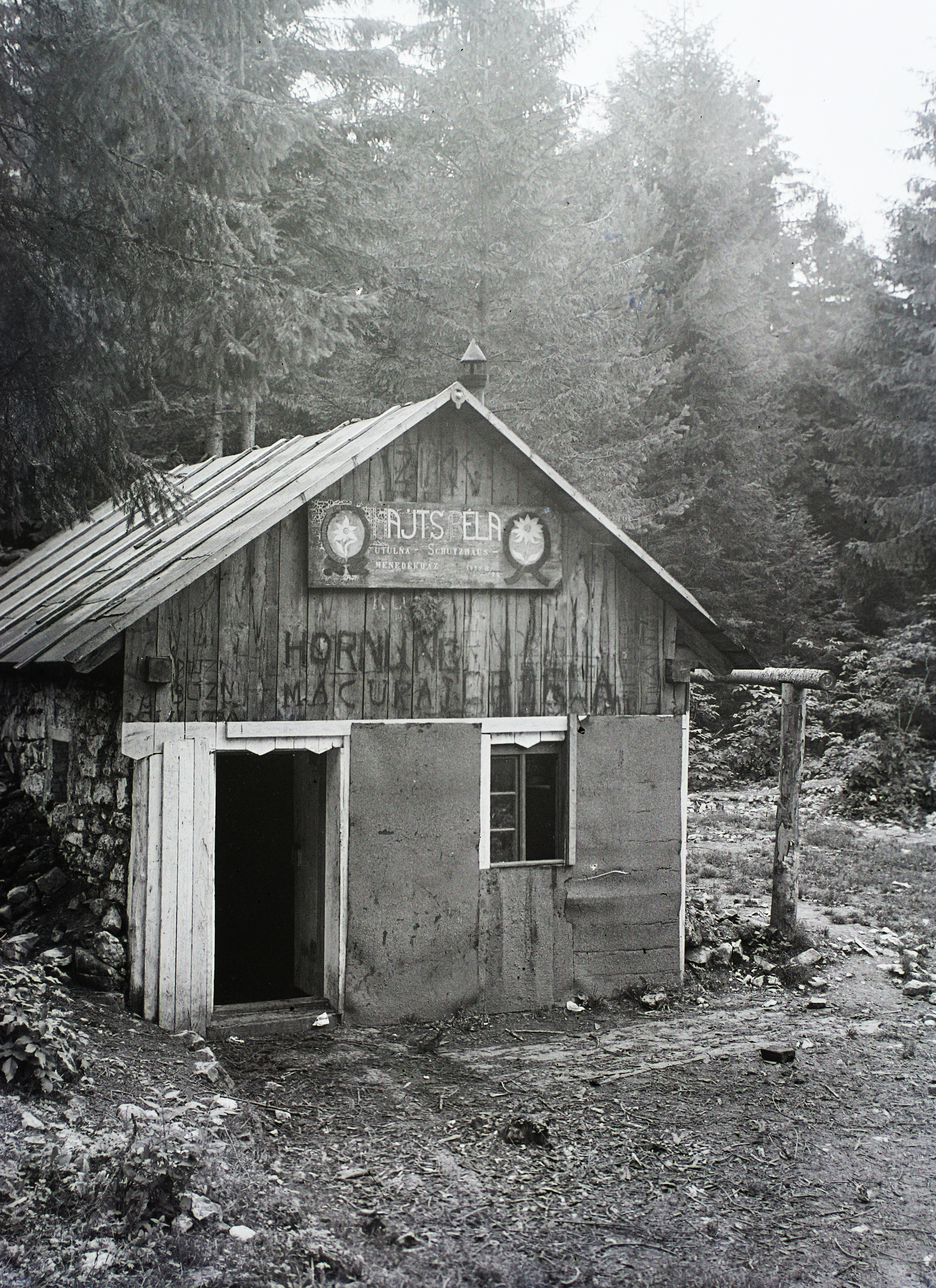
Az egykori Hajts Béla menedékház Menedékkőn

- A Mindenszentek tiszteletére szentelt római katolikus temploma a 13. században épült, a 14. században gótikus stílusban építették át, végül a 18. században barokkizálták.
- A Menedékkőn (latinul: Lapis Refugii, szlovákul: Kláštorisko) láthatók az egykori karthauzi kolostor romjai. A tatárjárás idején a hely Lőcse lakóinak nyújtott menedéket, elnevezése is innen ered. Első templomát is ekkor építették. A kolostort 1299-ben Jakab szepesi prépost alapította, s a karthauzi rendnek adományozta. Építését 1305-ben kezdték, s az első szerzetesek 1307-ben Konrád prior vezetésével költöztek be falai közé. 1330 körül bővítették. Az épületet fal vette körül, déli és északi részén kapukkal tagolva. 1433-ban a husziták felégették, két évtizeddel később pedig a cseh Jiskra seregének esett áldozatul. A szerzetesek Lőcse városába menekültek, majd 1478-ban visszaköltöztek a helyreállított kolostorba. Ekkor egy sokszögzáródású szentéllyel épített kápolnával is bővítették. 1543-ban a Murány várát bitorló Basó Mátyás rablólovag dúlta fel. A karthauzi szerzetesek ekkor végleg elhagyták, az északra fekvő Vöröskolostorba menekültek rendtársaikhoz. Az elhagyott kolostort a lőcseiek lerombolták, nehogy rablólovagok fészkévé váljon, azóta rom.

## Neves személyek
- Itt született 1857-ben Jurkovich Emil tankerületi főigazgató.
- Itt született 1948-ban Michal Slivka középkoros és religionista régész.
- Itt szolgált Teschler Béla plébános.